# Joseph Huang Ziyu
Joseph Huang Ziyu (chiń. 黃子玉; ur. 1 listopada 1911 w Yangwei, zm. 8 kwietnia 1991 tamże) – chiński duchowny rzymskokatolicki, biskup xiameński.

## Biografia
W 1938 przyjął święcenia prezbiteriatu.
W 1986 Patriotyczne Stowarzyszenie Katolików Chińskich mianowało go biskupem xiameńskim. 30 listopada 1986 w Pekinie przyjął sakrę biskupią z rąk patriotycznego antybiskupa Jinanu Josepha Zonga Huaide.
Prawdopodobnie został uznany przez papieża Jana Pawła II. Był on pierwszym biskupem xiameńskim mianowanym po wydaleniu zagranicznych misjonarzy, w tym jego poprzednika, na początku lat 50. i pierwszym Chińczykiem na tej katedrze. Podczas jego pontyfikatu diecezja Xiamen działała w ograniczonym zakresie po dekadach prześladowań komunistycznych. Kilku starszych księży, którzy je przeżyli, zmarło za jego biskupstwa. W chwili śmierci bpa Huanga w diecezji Xiamen pracowało dwóch młodych księży oraz do pracy przygotowywał się jeden seminarzysta.
Biskupem xiameńskim był do śmierci 8 kwietnia 1991, po której nastąpił 19-letni wakat na urzędzie biskupim.